# Ramatoulaye Seck
Ramatoulaye Seck là một chính trị gia người Sénégal.
Cùng với Arame Diène và Aïda Mbaye, Seck được bầu vào Quốc hội năm 1983; cả ba phụ nữ đều được biết đến với khả năng chính trị của họ mặc dù thiếu giáo dục chính thức. Cô là thành viên của Đảng Xã hội Sénégal, và được liên minh đảng địa phương đề cử làm người thay thế cho Diène, cùng với người mà cô được bầu.